# Черненко, Лилия Васильевна
Лилия Васильевна Черненко, в девичестве Бондаревич (укр. Лілія Василівна Черненко, укр. Бондаревич; род. 19 июня 1954, Ошмянский район, Молодечненская область) — украинская писательница и журналистка. Пишет на белорусском, украинском и русском языках. Член Национального союза писателей Украины.

## Биография
Родилась 19 июля 1954 года в Ошмянщине Гродненской области в семье учителей.
Окончила филологический факультет Гродненского университета имени Янки Купалы (ныне — Гродненский государственный университет).
Работала заведующей районного отдела культуры.
13 лет преподавала эстетику и зарубежную литературу в Прилуцком воспитательной трудовой колонии для несовершеннолетних, а русский язык в гимназии.
На местном независимом телевидении «Эфир-TV» вела авторскую программу «Провинциальные диалоги».
В 2015 году на выборах в Черниговский областной совет баллотировалась от партии «Оппозиционный блок». В дни выборов проживала в Прилуках, была учителем в СШ №15 Прилуцкой воспитательной трудовой колонии.
Более 30 лет живёт в городе Прилуки Черниговской области.

## Творчество
- Повесть: «Зона играет блюз»[5][6];
- Книги стихотворений на белорусском языке: «Красавик кахання» и «Прошлогодний дождь»;
- Сборник прозаических произведений: «Женщина, которая кое-что знает» (на украинском и белорусском языках) и «Ведьма из будущего»;
- Сборник очерков, эссе, монологов на украинском и белорусском языках: «На берегах любви»
- Повесть: «Настя Каменская с улицы Вишневой» — напечатана в одноимённом коллективном сборнике «Скиф».

## Награды и премии
- Лауреат Международной литературной премии «Триумф»;
- Лауреат Международной премии имени Василия Стуса;
- Лауреат Всеукраинского конкурса «Книжник-REVIEW»;
- Многократный победитель областных конкурсов «Лучшая книга года»;
- Победительница областного конкурса «Женщина года-99»;
- 2010: Лауреат Черниговской областной премии имени Михаила Коцюбинского[укр.] в номинации «Проза». Удостоена звания лауреата за книгу «Мы все — путники».
- 2016: Лауреат Медали «Иван Мазепа»[укр.][7];
- Медаль имени Максима Богдановича[8], за книгу «Букет сирени для Иисуса».
- Национальная премия «Имперская культура» имени Эдуарда Володина (2010)[9].